# THE OTHER SIDE
『THE OTHER SIDE』（ジ・アザー・サイド）はチェッカーズのベスト・アルバム。1992年12月16日にポニーキャニオンからリリースされた。

## 概要
同時発売の3枚組ベスト・アルバム『THE CHECKERS』に収録されていないB面を中心に構成された通称「裏ベスト・アルバム」。

## 収録曲
1. 恋のレッツダンス
2. ガチョウの物語
3. ムーンライト・レヴュー50s'
4. チェッカーズのX'mas Song
5. NEXT GENERATION
6. おまえが嫌いだ
7. PARTY EVERYDAY
8. WのCherry Boys
9. On The Way
10. T.G.I.F
11. サ・ヨ・ウ・ナ・ラ
12. ONCE UPON A TIME （instrumental）
13. 運命 (SADAME)（リミックス）
14. Space Lovers
15. Hello
16. チャイナ タウン
17. FINAL LAP （Instrumental）
18. Thank you very much!!